# Zatypota exilis
Zatypota exilis là một loài tò vò trong họ Ichneumonidae.